# Rustin (2023)
Rustin ist ein im Jahr 2023 veröffentlichter US-amerikanischer Spielfilm von George C. Wolfe. Die Filmbiografie stellt den afroamerikanischen Bürgerrechts-Aktivisten Bayard Rustin (1912–1987) in den Mittelpunkt. Die Titelrolle übernahm Colman Domingo, der hierfür unter anderem für den Oscar nominiert wurde.

## Handlung
Der Film erzählt die Geschichte des charismatischen homosexuellen Bürgerrechtlers Bayard Rustin. Trotz unglaublicher Widrigkeiten gelang ihm die Organisation des Marsches auf Washington im Jahr 1963. Dieses Ereignis wird als einer der Höhepunkte der Bürgerrechtsbewegung in den USA angesehen. Es versammelten sich über 200.000 Menschen vor dem Lincoln Memorial in Washington, D.C. und forderten das Ende der Rassendiskriminierung in den USA. Martin Luther King hielt auf der Veranstaltung seine berühmt gewordene Rede I Have a Dream.

## Produktion
Das Werk wurde vom Medienunternehmen Higher Ground Productions produziert, das vom früheren US-amerikanischen Präsidenten Barack Obama und seiner Ehefrau Michelle gegründet wurde.
Die Dreharbeiten, die in Pittsburgh (Pennsylvania) stattfanden, begannen im November 2021 und endeten im August 2022.

## Veröffentlichung und Rezeption
Die Premiere von Rustin erfolgte am 31. August 2023 auf dem 50. Filmfestival von Telluride (Colorado). Am 3. November 2023 erschien der Film in ausgewählten Kinos, bevor er am 17. November auf Netflix veröffentlicht wurde.
Von den auf der Website Rotten Tomatoes nach der Premiere aufgeführten über 40 Kritiken sind 87 Prozent positiv („fresh“) und führen zu einer Durchschnittswertung von 6,7 von 10 möglichen Punkten. Auf der Website Metacritic erhielt das Werk dagegen nur eine Bewertung von 68 von 100 möglichen Punkten, basierend auf mehr als einem Dutzend ausgewerteten englischsprachigen Kritiken. Dies entspricht allgemein positive Rezensionen („generally favorable“ reviews).

## Auszeichnungen
Rustin wurde in die Wettbewerbe verschiedener US-amerikanischer Filmfestivals eingeladen und zum Teil auch preisgekrönt. Hauptdarsteller Colman Domingo wurde im Jahr 2024 unter anderem für den Golden Globe Award und Oscar nominiert.
| Festival / Filmpreis                 | Kategorie                                      | Resultat  | Preisträger/Nominierte                                     |
| ------------------------------------ | ---------------------------------------------- | --------- | ---------------------------------------------------------- |
| AAFCA Awards 2024                    | Bester Hauptdarsteller                         | Gewonnen  | Colman Domingo                                             |
| Artios Awards 2024                   | Bestes Casting – Independent-Filmdrama         | Nominiert | Avy Kaufman, Donna Belajac, Missy Finnell, Scotty Anderson |
| Black Reel Awards 2024               | Bester Film                                    | Nominiert | Bruce Cohen, Tonia Davis, George C. Wolfe                  |
| Black Reel Awards 2024               | Bestes Drehbuch                                | Nominiert | Julian Breece, Dustin Lance Black                          |
| Black Reel Awards 2024               | Beste Hauptrolle                               | Nominiert | Colman Domingo                                             |
| Black Reel Awards 2024               | Bestes Schauspielensemble                      | Nominiert | Cherelle Cargill, Avy Kaufman                              |
| Black Reel Awards 2024               | Beste Filmmusik                                | Nominiert | Branford Marsalis                                          |
| Black Reel Awards 2024               | Bester Filmsong                                | Nominiert | Lenny Kravitz („Road to Freedom“)                          |
| Black Reel Awards 2024               | Bester Soundtrack                              | Nominiert | k. A.                                                      |
| Black Reel Awards 2024               | Beste Kostüme                                  | Nominiert | Toni-Leslie James                                          |
| Black Reel Awards 2024               | Bestes Szenenbild                              | Nominiert | Mark Ricker                                                |
| Black Reel Awards 2024               | Bestes Make-up und beste Frisuren              | Nominiert | Melissa Forney, Beverly Jo Pryor                           |
| British Academy Film Awards 2024     | Bester Hauptdarsteller                         | Nominiert | Colman Domingo                                             |
| Filmfestival von Chicago 2023        | Gold Q-Hugo – Bester Film                      | Nominiert | George C. Wolfe                                            |
| Critics’ Choice Movie Awards 2024    | Bester Hauptdarsteller                         | Nominiert | Colman Domingo                                             |
| Critics’ Choice Movie Awards 2024    | Bester Filmsong                                | Nominiert | Lenny Kravitz („Road to Freedom“)                          |
| Golden Globe Awards 2024             | Bester Hauptdarsteller – Drama                 | Nominiert | Colman Domingo                                             |
| Golden Globe Awards 2024             | Bester Filmsong                                | Nominiert | Lenny Kravitz („Road to Freedom“)                          |
| Filmfestival von Hamptons 2023       | Sherzum Award                                  | Gewonnen  | George C. Wolfe                                            |
| Filmfestival von Heartland 2023      | Publikumspreis                                 | Gewonnen  | George C. Wolfe                                            |
| Hollywood Music In Media Awards 2023 | Beste Filmmusik – Spielfilm                    | Nominiert | Branford Marsalis                                          |
| Hollywood Music In Media Awards 2023 | Bester Song – Spielfilm                        | Nominiert | Lenny Kravitz („Road to Freedom“)                          |
| Filmfestival von Mill Valley 2023    | Publikumspreis – Bester US-amerikanischer Film | Gewonnen  | George C. Wolfe                                            |
| Filmfestival von Mill Valley 2023    | Beste Regie                                    | Gewonnen  | George C. Wolfe                                            |
| NAACP Image Awards 2024              | Bester Film                                    | Nominiert | k. A.                                                      |
| NAACP Image Awards 2024              | Beste Regie                                    | Nominiert | George C. Wolfe                                            |
| NAACP Image Awards 2024              | Bester Hauptdarsteller                         | Gewonnen  | Colman Domingo                                             |
| NAACP Image Awards 2024              | Bester Nebendarsteller                         | Nominiert | Glynn Turman                                               |
| NAACP Image Awards 2024              | Bestes Schauspielensemble                      | Nominiert | k. A.                                                      |
| NAACP Image Awards 2024              | Beste Filmmusik                                | Nominiert | Branford Marsalis                                          |
| NAACP Image Awards 2024              | Bestes Kostümdesign                            | Nominiert | Toni–Leslie James, Josh Quinn                              |
| NAACP Image Awards 2024              | Bestes Make-up                                 | Nominiert | Beverly Jo Pryor, Eric Pagdin, Quintessence Patterson      |
| Oscar                                | Bester Hauptdarsteller                         | Nominiert | Colman Domingo                                             |
| Satellite Awards 2023                | Bester Hauptdarsteller – Drama                 | Nominiert | Colman Domingo                                             |
| Satellite Awards 2023                | Bester Filmsong                                | Nominiert | Lenny Kravitz („Road to Freedom“)                          |
| Screen Actors Guild Awards 2024      | Bester Hauptdarsteller                         | Nominiert | Colman Domingo                                             |